# Тамажнини Барбоза, Жуан
Жуан Тамажнини де Соуза Барбоза (порт. João Tamagnini Barbosa; 30 декабря 1883, Макао — 15 декабря 1948) — португальский политический, государственный и военный деятель, премьер-министр Португалии (11 декабря 1917 — 15 мая 1918).
Во время Первой Португальской республики Жуан Таманьини ди Соуза занимал ряд ответственных постов: министра обороны (1918), внутренних дел (1918), колоний (1917—1918) и финансов (1918), после 
, член Национальной республиканской партии («Партия сидонистов») и полудиктаторского правительства президента/премьер-министра Сидониу, за которым последовало краткое участие во временном правительстве Жуана ду Канту и Каштру после убийства Сидониу Паиша.
В 1946—1947 годах — президент ФК Бенфика (Лиссабон).